# 電腦導航手術
電腦導航手術（英語：Computer-assisted surgery）是一種運用電腦運算提升手術成功率的手術手法，在手術前採用電腦運算技術進行手術規劃，並於手術中用以指導、執行或監控手術流程，幫助排除手術中的錯誤，確保手術的角度、深度正確，並弭平肉眼不能達皮肉下的限制，亦被稱為電腦輔助手術、圖像導航手術、動態導航手術。

## 通用原理

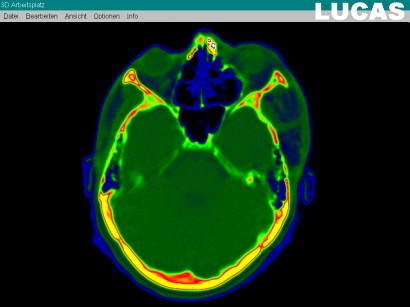
Image gathering ("segmentation") on the LUCAS workstation

### 為患者建立數位醫學影像
在電腦導航手術中，影響精準度至關重要的條件便是清晰的數位影像，現階段醫療依照不同部位、施作需求，可能會採用不同的醫學影像技術，如：電腦斷層(CT)、磁振造影(MRI)、X光、超音波等。為了要生成患者的數位影像（以平面或3D立體成像呈現），必須掃描要操作的解剖區域，再於電腦中建檔，交互匯入檔案，用以生成完全重疊的3D影像資料，來獲得患者生理構造、病灶的準確幾何數據。
在各種醫學影像技術中，由於磁共振成像(MRI)會因為掃描片段而造成不準確的體積變形，因此首選的掃描方式為CT，一個CT檔案（數據集）可能包括180個CT片段的數據集合，這些片段相隔1毫米，每個為512x512像素組成，這樣保有數千萬像素的數據集能夠凸顯出軟組織和硬組織結構的細節，藉而使電腦能夠區分出不同的結構及組織，並讓人們可以透過肉眼辨識差異，而提取出的影像資料通常也會做片段標註，來幫助之後手術期間能更快地與患者實際情況對齊。

### 圖像分析及處理
在手術前，需先針對患者的取樣好的醫學3D影像做分析與處理，從數據中判斷相關病徵訊息，進而標註之後手術所要做的處置方式。例如：採用4D植牙導航儀做植牙手術時，醫師會先從3D數據集上判斷病患骨骼組成狀況，以確保病患齒骨有足夠良好的條件支撐植體，並在3D數據集上標註植入點、方向、角度、定位，以確保手術中的準確性，當手術中角度偏移，導航儀則會發出警訊。

## 應用領域
電腦導航手術是外科手術革命的開端，它對具高精準度需求的精密外科領域產生了巨大的影響，但亦適用於一般外科手術，從醫學中心的腦部手術，到一般牙科診所的植牙手術，都可見其蹤影。

### 神經外科
1980年代，機械手臂首次應用於神經外科手術，這使得腦科顯微外科手術取得了突破性的發展，提高了干預後的準確性和精準度，降低了10倍手術中醫師可能帶來的生理震顫，有像避免對相鄰區域造成意外破壞，進一步降低了患者手術後併發症的風險，並提高手術成功率及後續復原的速度。
電腦導航神經外科手術還被應用於脊柱手術，現今可使用的導航系統包括Medtronic Stealth, BrainLab, 7D Surgical, and Stryker，而採用機器手臂的系統有Mazor Renaissance, MazorX, Globus Excelsius GPS, and Brainlab Cirq.

### 口腔外科
骨段導航是現代化手術中，用於正頜手術（矯正頜骨及顱骨異常）、顳下頜關節（TMJ）手術或中臉和眼眶的重建手法。
除此之外，骨段導航亦應用於人工植牙，透過術前醫學影像的採集，可以觀察患者口腔骨骼狀況，評估是否需要補骨，並在手術前運用TAP（Trace and Place）技術將患者的斷層掃描(CBCT)影像和頜骨結構疊合，並事先用導航儀模擬植入植體的位置、角度和深度。在手術過程中，4D動態導航儀的實時定位可以消除肉眼障礙造成的手術誤差，並捕捉醫生的動作與患者植入點間的相對位置，在手術中角度產生偏移時便可實時發出警訊，來引導醫師進行植牙手術，應用此技術的4D導航植牙系統有IGI(Image Guided Navigation)、安適準（Navident）等。

#### 導航植牙
導航植牙在口腔外科中有不可或缺的必要性，目前尚為牙科新興領域。導航植牙儀透過4D影像疊合及實時定位，可以幫助結合及判讀更多樣化的數據，提升了植牙外科手術的安全性，進而可以完成過去所無法進行的困難手術，提升手術成功率，並保障病患手術安全，提升術後癒合速度。而在導航（引導式）手術的過程中，術前的規劃是最為重要的，需要牙醫師、技師的密切配合，來依照規劃的路徑、角度，設計出適合的人工牙冠，並緊密地與植體連結；而有了導航植牙的加入，手術時間得以縮短，無論是對單頜或全口缺牙的患者都會帶來非常大的助益。
對於全口缺牙患者來說，即便假牙是依照齒骨型態量身打造，依然會受到中度齒槽骨流失的影響而造成假體外露、損壞。
在術前規劃階段，醫師會先運用局部斷層掃描，掃描患者口腔構造，來獲取口腔內現有假體、牙齒等分佈資料，並用作即將進行的植牙規劃的參考點。獲得的結果數據會導入導航植牙等專門的牙科外科軟體，製作出每位病患專屬的3D建模，以方便後續做進一步的植入規劃。醫師會研究患者植入點附近各個角度是否會對鄰牙、神經、鼻竇等造成影響，或是齒槽骨流失狀況，來事先標記定位點及植入位置，做一整套植牙規劃。
手術中，牙科助理會為病患安裝定位板來幫助導航儀獨特定位（Micron Tracker）判斷手術中器具（如：工具尖端）與植入點之間的位置，運用AR運算在螢幕上呈現植入角度，並於偏移時發出警告，以達到高精準植牙，手術中所需切割及可能造成的創口得以縮小，手術時間也可大幅縮短。相較於傳統的徒手植牙（free-hand），以及數位導板植牙，導航植牙可以達到更高精準度，誤差值低於0.2mm RMSE，這在解決過去複雜手術、失敗植牙拯救案例上最為顯著。
導航植牙儀在技術上需要多角度、多顆的鏡頭實時採樣，越多顆鏡頭，在電腦判讀上能越精準，因此各家廠商在醫學手術儀器上花了多年時間開發、改良來縮小儀器的體積，過去技術會使得儀器相對笨重、不易操作，而目前導航植牙儀已縮小到可以折疊手臂，並以一般房車載運，在診療上靈活性更高、醫師可以不受制於單一診所空間為患者治療。

### 耳鼻喉科(ENT)
耳鼻喉科導航手術中通常會須在術前運用斷層掃描採樣患者圖像數據，以幫助定位或避開重要結構區域（例如：視神經或額竇開口）。 For use in middle-ear surgery there has been some application of robotic surgery due to the requirement for high-precision actions.對於中耳手術，由於需要高精準度動作，導航儀已經被應用於相關手術中，目前各地區熱門的專門儀器不同，例如：Navient、Stealth ENT、Stryker等。

### 骨科手術(CAOS)
機器人手術在骨科中的應用非常廣泛，例如：全髖關節置換手術或椎弓螺釘插入固定；還可用於做接骨的預先規劃，及導引骨折中移位骨碎片的正確結構位置，來實現更理想的固定，特別是對於旋轉不良的骨骼特別有用。早期的骨外科系統包含HipNav、OrthoPilot和Praxim，近年來，更為了髖關節置換手術開發了名為Intellijoint HIP的微型光學導航工具，體積更小、判斷速度更快，能夠幫助醫師更簡易的帶上裝備在不同醫療機構間看診，而不受制於單一診所。

## 優點
導航手術以更好地運用圖像數據輔助手術為目的而存在，可以消弭大部分肉眼所不能及的手術落差，從而在虛擬實境的幫助下完成手術規劃，實現更精準的術前診斷及更優良的術後癒合狀況。透過這種方式，外科醫師可以更輕鬆地評估大部分手術困難度和風險，並對如何優化手術方法和降低手術併發症有清楚的認識，對於醫學研究上也有顯著的幫助。

## 缺點
由於導航儀尚沒有那麼普遍，且越為精密的儀器越是昂貴，許多系統動輒數百至數千萬台幣，即使對大型醫療機構來說也是不小的一筆投資，而更複雜的技術，例如：觸覺反饋、處理器速度等都會增加這些系統的成本。而部分儀器則有過於龐大、佔用手術室太多空間的問題，因此各家廠商投入不少心血在研發及製作更為輕便、體積更小的導航儀。